# Cephalozia lammersiana
Cephalozia lammersiana là một loài rêu trong họ Cephaloziaceae. Loài này được Huebener Spruce mô tả khoa học đầu tiên năm 1882.